# Muraenolepis trunovi
Muraenolepis trunovi är en fiskart som beskrevs av Arkadii Vladimirovich Balushkin och Prirodina 2006. Muraenolepis trunovi ingår i släktet Muraenolepis och familjen Muraenolepididae. Inga underarter finns listade i Catalogue of Life.